# 王春燕

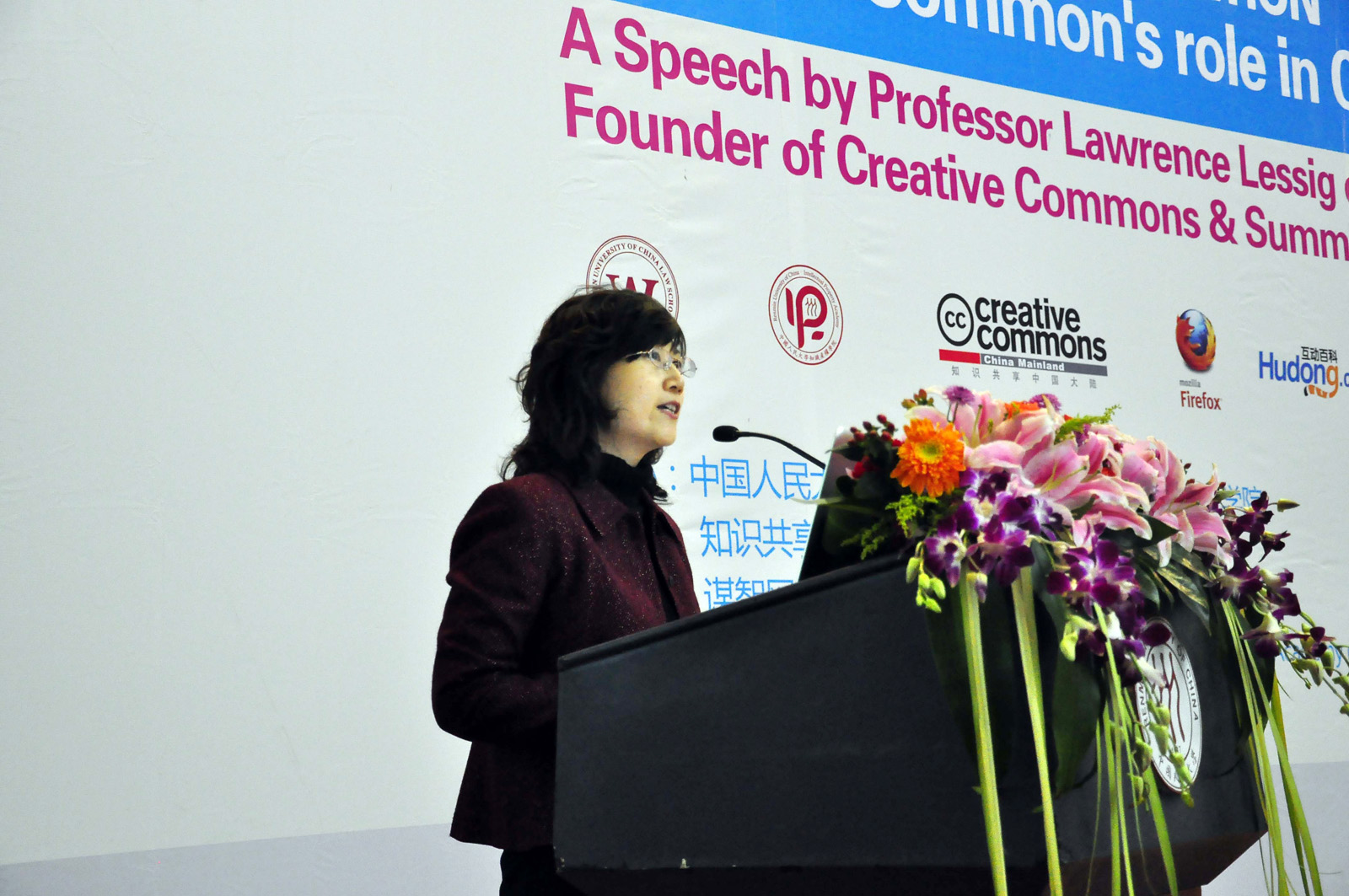

王春燕（1964年—），知识共享中国大陆项目负责人，中国人民大学法学院副教授，主要主持知识共享许可协议的简体中文翻译、在中国大陆本地化以及推广宣传等工作。先后于 杭州大学、北京大学及中国人民大学毕业。她的教学与研究领域涵盖知识产权法，著作权法、商标法、专利法以及反不正当竞争法等，并发表和出版了相关领域的论文、译著。
2009年3月25日，王春燕在知识共享中国大陆发起，中国科学院国家科学图书馆、美国国家科学院CODATA国家委员会(US National Committee for CODATA, National Academy of Sciences) 和知识共享中国大陆共同主办，中国科学院国家科学图书馆承办的“科学文献与科学数据通用许可国际研讨会”中，与美国国家科学院研究数据与信息委员会主任Paul Uhlir博士分别代表主办方致欢迎辞。
2009年5月，王春燕在接受中国日报采访时针对美国参议院和众议院七十多名议员组成的国际反盗版核心小组认为中国政府“默许互联网市场上的侵权行为”没能有效遏制这种情况的发言，表示“中国在知识产权保护方面确实存在问题，这一点我们从来没有否认。但是据我所知，中国政府一直尽力在协调各方利益与保障人民获取信息的权力之间寻找平衡”。